# Lluis Xabel Álvarez
Lluis Xabel Álvarez García, (conegut també pel sobrenom de Texuca), (Sama, 1948) és un filòsof, escriptor i professor de la Universitat d'Oviedo. Cursà els seus estudis en les universitats de València i d'Oviedo. Es va incorporar al Departament de Filosofia d'aquesta última quan la dirigiria Gustavo Bueno, dedicant-se especialment a fer classes de Filosofia, Llenguatge, Estètica i Filosofia de l'Art. El 1977 va col·laborar en la creació de la Societat Asturiana de Filosofia i va ser un dels cofundadores del Conceyu Bable el 1974. De la seva obra com escriptor té un llibre de poemes en asturià: Poemes y tornes (1990), a més de l'assaig Diálogu de Pumarín y otros trabayos de razón local (1999). És acadèmic de l'Acadèmia de la Llengua Asturiana des de la seva constitució el 1981.